# Blaž Kumerdej
Blaž Kumerdej, slovenski šolnik, razsvetljenec in narodni buditelj, * 27. januar 1738, Zagorice na Bledu, † 10. marec 1805, Ljubljana.
Blaž Kumerdej je leta 1773 na Dunaju končal študij prava in se po končanem študiju zaposlil v šolstvu. Najprej je postal okrožni šolski nadzornik v Celju, kasneje pa ga je cesarica Marija Terezija imenovala za ravnatelja ljubljanske normalke.
Svojo razsvetljensko miselnost in slovensko narodno zavest je Kumerdej dokazal z načrtom za organizacijo osnovnih šol na Slovenskem, saj je vse od prvih začetkov od Trubarja (Cerkovna ordninga 1564) in ostalih protestantov nismo imeli. Predlagal je, da bi se uveljavile tako imenovane nedeljske šole. Te bi vodili pismeni cerkovniki, pouk v njih pa bi potekal v slovenskem jeziku. Svoje ideje je zagovarjal s tem, da je narod v svojem bistvu preprost in, da preprost narod razume le svoj materni jezik.
Izvajanje pouka naj bi po njegovem kontrolirali okrožni šolski uradi, ki bi poskrbeli, da nepismeni cerkovniki ne bi mogli opravljati šolniških nalog.
Kot ravnatelj normalke je Kumerdej prevzel tudi vlogo pedagoško izobraževati učiteljske kandidate in tudi že nameščene učitelje. Pri tem svojem delu je striktno upošteval svoje načelo, da je na Slovenskem za ta poklic nujno poznavanje slovenščine, ne pa tudi nemščine. 26. maja 1776 je dunajska vlada izdala nalog za poslovenjenje novega šolskega reda, za prevajalca v slovenščino pa je določila Blaža Kumerdeja.
Leta 1785 je Kumerdej opravil pedagoški izpit za okrožnega šolskega komisarja in si za cilj zadal izboljšati delovne pogoje za izvajanje izobraževanja učiteljev na Celjskem.
Poleg svojega dela na področju šolstva se je Kumerdej posvečal tudi prevajanju, bil je tudi cenzor in avtor številnih razprav v katerih je iskal povezave z ostalimi slovanskimi narodi. Aktivno je sodeloval tudi v Zoisovem krožku in se s podobno mislečimi razsvetljenci dobival v Zoisovi hiši na Bregu v Ljubljani. Krožek mu je skupaj z Japljem zaupal prevod Biblije v slovenščino (glej: Japljeva Biblija).
Kumerdej je kasneje sestavil tudi pravopisna pravila, v katerih je zavrnil Pohlinove reforme, ter filozofsko kritično slovnico in slovnico kranjskega jezika, ki pa je ostala le v rokopisu.

## Kumerdejeva rojstna hiša
Leta 2002 je občina Bled razglasila Kumerdejevo rojstno hišo za kulturni spomenik lokalnega pomena. Hiša je primer baročne kmečke arhitekture in je sestavni del domačije z notranjim dvoriščem, ki ga poleg stanovanjske hiše obkrožajo gospodarsko poslopje, postavljeno »na vogel«, samostojna lopa in zid vzporedno z ulico. Domačija je zanimiva  kot celota, saj priča o načinu življenja premožnejšega sloja tega območja.
Stanovanjska hiša je nadstropna hiša bohinjskega tipa z značilnim gankom. Zunanjosti dajejo poseben poudarek okna iz tufa s kovanimi mrežami, kvalitetni portal in freska Marijinega kronanja v niši na obcestni fasadi.
V hiši se je ohranila črna kuhinja, delno pa tudi »hiša« s krušno pečjo in kamra. Ohranjeno je tudi leseno stopnišče in velbana klet.
Relativno dobro ohranjen je skedenj ob hiši in vodnjak na dvorišču.